# Robert Giffen
 Der er flere personer med dette navn, se Robert C. Giffen.
Sir Robert Giffen (22. juli 1837 — 12. april 1910) var en engelsk statistiker.
Giffen var 1862—66 redaktionssekretær ved The Globe, 1868—76 medredaktør af The Economist og skrev tillige 1873—76 økonomiske
artikler i The Daily News. 1876 blev han chef for den statistiske afdeling af Board of Trade, 1882 dens generalsekretær, 1893 inspektør for Labour Department; 1882—84 var Giffen præsident for Royal Statistical Society, 1884 blev han æresdoktor ved Universitetet i Glasgow. Foruden talrige tidsskriftartikler har han blandt andet skrevet The Progress of the working Classes in the last Half-Century (1884), The Growth of Capital (1890), The Case against Bimetallism (1892) og Economic Inquiries and Studies (1904).